# کمیسیون ویژه دولتی
کمیسیون ویژه دولتی برای تحقیق و تفحص در مورد قساوت‌های مهاجمان فاشیست آلمانی و همدستانشان و آسیب‌های وارده توسط آن‌ها به مردم، کشتزارها، سازمان‌های عمومی، و اماکن دولتی اتحاد جماهیر شوروی سوسیالیستی کمیسیونی دولتی از سوی شوروی بود که با دستور دادگاه عالی اتحاد جماهیر شوروی در ۲ نوامبر ۱۹۴۲ تشکیل شد.
در این دستور آمده بود که وظیفه کمیسیون این است که «فهرست کاملی از جنایات شنیع نازی‌ها و خساراتی که آنها به شهروندان شوروی و دولت سوسیالیست وارد کرده‌اند تهیه کند، تا برای شناسایی هویت جنایتکاران فاشیست آلمان با هدف کشاندن آن‌ها به دادگاه و مجازاتشان بهره گرفته شوند؛ همچنین وحدت و هماهنگی فعالیت‌هایی که پیشتر توسط ارگانهای دولتی شوروی در این زمینه انجام شده بودند.»

## تاریخچه
هدف رسمی این کمیسیون شامل «مجازات برای جنایات متجاوزان آلمانی-فاشیستی» بود. طبق داده‌های خود، ۳۲۰۰۰ کارمند سازمانی به شکل منظم در کار کمیسیون دخیل بودند. همچنین، حدود ۷٬۰۰۰٬۰۰۰ شهروند شوروی در گردآوری مدارک و شواهد شرکت داشتند. ۲۷ گزارش نخست که توسط کمیسیون منتشر شد، حاوی بیشتر مدارک ارائه شده توسط شوروی در دادگاه نورنبرگ و نیز دادگاه‌های رسیدگی به جنایات جنگی ژاپن بودند.
این گزارش‌ها در نشریه روزانه اخبار جنگ شوروی چاپ می‌شدند که توسط اداره مطبوعات سفارت شوروی در لندن به زبان انگلیسی منتشر می‌شد. نخستین گزارش، با عنوان «گزارش در مورد چپاول موزه روستوف در پیاتیگورسک توسط متجاوزان آلمانی-فاشیستی»، در ۲۸ ژوئن ۱۹۴۳ منتشر شد، و آخرین گزارش، «بیانیه ای در مورد خسارت مادی از سوی مهاجمان آلمان-فاشیست به شرکت‌ها و موسسات دولتی، کشتزارهای جمعی، ارگان‌های عمومی و شهروندان اتحاد جماهیر شوروی سوسیالیستی» در ۱۸ سپتامبر ۱۹۴۵ منتشر شد. مجموعه کاملی از ۲۷ گزارش اصلی صادر شده توسط این کمیسیون در نشریه دولتی شوروی، با عنوان بیانیه دولت شوروی دربارهٔ جنایات نازی‌ها آورده شد.

### اقدامات کمیسیون
بنا بود تا آنچه در طی جنایات گذشته بود مبتنی بر گفته‌های شهروندان شوروی، مصاحبه با قربانیان، شاهدان، معاینات پزشکی و بازرسی از صحنه جنایت‌ها به ثبت برسد. در همان حین، شناسایی عاملین جنایات - شامل سازمان‌دهندگان، تحریک‌کنندگان، عاملان، همدستان، نام آن‌ها، نام واحدهای نظامی، موسسات، سازمان‌ها - ضروری بود. این اقدامات حاوی توصیف‌هایی دقیق از جرایم ارتکابی بود. لازم بود تا نام خانوادگی، نام، نام مستعار و محل زندگی شهروندان گواهی دهنده جنایت‌ها به ثبت برسند. تمام اسناد مربوطه می‌بایست ضمیمه این اعمال می‌شدند - گزارش مصاحبه، اظهارات شهروندان، نظرات متخصصان پزشکی، عکس، نامه‌های شهروندان شوروی تبعید شده به آلمان، اسناد آلمانی و غیره.
اعضای کمیسیون و کارکنان دبیرخانه برای کمک به سازماندهی کار کمیسیون‌های محلی و نظارت بر کار آنها به جمهوری‌های مختلف اتحاد شوروی سفر کردند. آنها گورها و اجساد را بازرسی کردند، شهادت‌های زیادی را از شاهدان و زندانیان زندان‌های آلمان و اردوگاه‌های کار اجباری آزادشده گردآوری کردند، سربازان و افسران اسیر شده را بازجویی کردند، و اسناد دشمن، عکس‌ها و سایر شواهد جنایات فجیع را مورد بررسی قرار دادند.
اگرچه، به گفته بیشتر تاریخ‌دانان، برخی از جنایاتی که کمیسیون ویژه به طرف آلمانی مربوط می‌کرد، در واقع توسط آژانس‌های امنیتی دولت شوروی انجام شده بودند. به‌طور خاص، مورد اعدام اسیران جنگی در نزدیکی کاتین است که در آن اعضای کمیسیون به سادگی گزارشی را که از پیش توسط NKVD تهیه شده بود، امضا کردند؛ و نیز اعدام زندانیان در وینیتسا.